# Nicholas Sparks

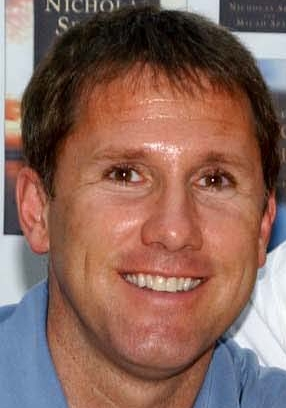
Nicholas Sparks, 2006

Nicholas Charles Sparks (* 31. Dezember 1965 in Omaha, Nebraska) ist ein US-amerikanischer Schriftsteller.

## Leben
Sparks’ Familie wechselte häufig den Wohnort. Sie zog von Omaha nach Minnesota, 1969 weiter nach Los Angeles, von dort für ein Jahr nach Grand Island (Nebraska) und schließlich nach Fair Oaks, Kalifornien. Er erhielt nach seinem Schulabschluss 1984 ein Leichtathletik-Stipendium für die University of Notre Dame in Indiana. Nach seinem Bachelor-Studium in Business Finance 1988, das er mit Auszeichnung abschloss, gelang es ihm aber nicht, die Zulassung zum Jura-Studium zu bekommen. 
Da seine beiden ersten Romane, die er während des Studiums verfasst hatte, abgelehnt worden waren, schlug er sich mit verschiedenen Jobs durch. Unter anderem arbeitete er als Immobilienmakler, renovierte Häuser, jobbte als Kellner und Telefonverkäufer, bis er dann eine eigene kleine Firma gründete, die jedoch bald mit finanziellen Schwierigkeiten zu kämpfen hatte und verkauft wurde. Danach arbeitete er als Arzneimittelvertreter.
Die beiden während seiner Universitätszeit entstandenen Romane blieben unveröffentlicht. 1990 verfasste er zusammen mit Billy Mills Wokini oder Die Suche nach dem verborgenen Glück, das von einem kleinen Verlag veröffentlicht wurde. Im Juni 1994 begann Sparks einen Roman nach der Geschichte der Großeltern seiner Frau zu schreiben, der unter dem Titel Wie ein einziger Tag erschien und sein erster weltweiter Bestseller wurde.
Sparks war ab 1989 mit Cathy Cote verheiratet und lebt in North Carolina, wo auch die meisten seiner Romane spielen. Das Paar trennte sich im Januar 2015. Sie haben fünf Kinder: die Söhne Landon, Miles, Ryan sowie die Zwillingsmädchen Lexie und Savannah. Die Namen seiner Kinder verwendete Sparks für Hauptfiguren seiner Bücher; auch nach seiner Frau wurde eine Buchfigur benannt.
Sparks’ Romane variierten das Motiv der „Erlösung durch Liebe“, so die deutsche Journalistin Nina Rehfeld: Die Protagonisten entkämen Bedrohungen aus Krieg, Krankheit oder anderen Katastrophen durch den Weg in die große Liebe. Dramaturgisch bewegten sich Sparks-Leser in einer sicheren Welt; es komme fast immer so, wie man es sich erhoffe. Er schreibe Liebesgeschichten, weil seine erste so erfolgreich gewesen sei; Ehebruch und Vulgäres kämen in seinen Werken nicht vor. Die Romane, so Rehfelds Resümee, „bewegen sich knapp diesseits von reinem Schmalz“.
2008 gründete er die Epiphany School of Global Studies, eine christliche Schule in New Bern, North Carolina. Später wurde er vom Schulleiter dieser Schule vor Gericht beschuldigt, rassistisch, homophob und antisemitisch zu sein.
Sparks schrieb 23 Romane (Stand 2022), von denen elf verfilmt wurden. Die Filmadaptionen spielten 660 Millionen USD ein. Seine Bücher wurden in 45 Sprachen mit einer Gesamtauflage von achtzig Millionen Exemplaren veröffentlicht.

## Werke
- zusammen mit Billy Mills: Wokini. A Lakota Journey to Happiness and Self-Understanding, 1990 (dt. Wokini oder Die Suche nach dem verborgenen Glück, 2001, Heyne Verlag, München, ISBN 3-453-18680-X)
- The Notebook, 1996 (dt. Wie ein einziger Tag, 1996, Heyne Verlag, München, ISBN 3-453-81015-5)
- Message in a Bottle, 1998 (dt. Weit wie das Meer, 1998, Heyne Verlag, München, ISBN 3-453-81017-1)
- A Walk to Remember, 1999 (dt. Zeit im Wind, 1999, Heyne Verlag, München, ISBN 3-453-81011-2)
- The Rescue, 2000 (dt. Das Schweigen des Glücks, 2000, Heyne Verlag, München, ISBN 3-453-81023-6)
- A Bend in the Road, 2001 (dt. Weg der Träume, 2001, Heyne Verlag, München, ISBN 3-453-81003-1)
- Nights in Rodanthe, 2002 (dt. Das Lächeln der Sterne, 2003, Heyne Verlag, München, ISBN 3-453-87337-8)
- The Guardian, 2003 (dt. Du bist nie allein, 2004, Heyne Verlag, München, ISBN 3-453-81010-4)
- The Wedding, 2003 (dt. Ein Tag wie ein Leben, 2004, Heyne Verlag, München, ISBN 3-453-40187-5) – baut teilweise auf Wie ein einziger Tag auf
- zusammen mit Micah Sparks: Three Weeks With My Brother, 2004 (dt. Nah und fern – Die Reise unseres Lebens, 2005, Heyne Verlag, München, ISBN 3-453-01218-6)
- True Believer, 2005 (dt. Die Nähe des Himmels, 2005, Heyne Verlag, München, ISBN 3-453-81067-8)
- At First Sight, 2005 (dt. Das Wunder eines Augenblicks, 2006, Heyne Verlag, München, ISBN 3-453-02100-2) – baut auf Die Nähe des Himmels auf
- Dear John, 2006 (dt. Das Leuchten der Stille, 2007, Heyne Verlag, München, ISBN 978-3-453-50382-3)
- The Choice, 2007 (dt. Bis zum letzten Tag, 2008, Heyne Verlag, München, ISBN 978-3-453-40639-1)
- The Lucky One, 2008 (dt. Für immer der Deine, 2009, Heyne Verlag, München, ISBN 978-3-453-26553-0)
- The Last Song, 2009 (dt. Mit Dir an meiner Seite, 2010, Heyne Verlag, München, ISBN 978-3-453-26652-0)
- Safe Haven, 2010 (dt. Wie ein Licht in der Nacht, April 2011, Heyne Verlag, München, ISBN 978-3-453-26683-4)
- The Best of Me, 2011 (dt. Mein Weg zu dir, April 2012, Heyne Verlag, München, ISBN 978-3-453-26684-1)
- The Longest Ride 2013 (dt. Kein Ort ohne dich, November 2013, Heyne Verlag, München, ISBN 978-3-453-26839-5)
- See me 2015 (dt. Wenn du mich siehst, März 2016, Heyne Verlag, München, ISBN 978-3-453-26876-0)
- Two by two 2016 (dt. Seit du bei mir bist, März 2017, Heyne Verlag, München, ISBN 978-3-453-26877-7)
- Every Breath 2018 (dt. Wo wir uns finden, September 2018, Heyne Verlag, München, ISBN 978-3453271739)
- The Return 2020 (dt. Wenn Du zurückkehrst, Juni 2020, Heyne Verlag, München, ISBN 978-3-453-27174-6)
- The Wish 2021 (dt. Mein letzter Wunsch, Heyne Verlag, München 2021, ISBN 978-3-453-27175-3).
- Dreamland 2022 (dt. Im Traum bin ich bei dir, Heyne Verlag, München 2022, ISBN 978-3-453-27396-2).
- Counting Miracles 2024 (dt. Unsere Zeit der Wunder, Heyne Verlag, München 2024, ISBN 978-3-453-27401-3).

## Verfilmungen
- 1998: Message in a Bottle – Der Beginn einer großen Liebe (Message in a Bottle) – Regie: Luis Mandoki, mit Kevin Costner, Robin Wright, Paul Newman, nach dem Roman Weit wie das Meer
- 2002: Nur mit Dir – A Walk to Remember (A Walk to Remember) – mit Mandy Moore und Shane West, nach dem Roman Zeit im Wind
- 2004: Wie ein einziger Tag (The Notebook) – mit Rachel McAdams und Ryan Gosling, nach dem gleichnamigen Roman
- 2008: Das Lächeln der Sterne (Nights in Rodanthe) – mit Richard Gere und Diane Lane, nach dem gleichnamigen Roman
- 2010: Das Leuchten der Stille (Dear John) – mit Channing Tatum und Amanda Seyfried, nach dem gleichnamigen Roman
- 2010: Mit Dir an meiner Seite (The Last Song) – mit Miley Cyrus und Liam Hemsworth, nach dem gleichnamigen Roman
- 2012: The Lucky One – Für immer der Deine (The Lucky One) – mit Zac Efron und Taylor Schilling, nach dem gleichnamigen Roman
- 2013: Safe Haven – Wie ein Licht in der Nacht (Safe Haven) – mit Julianne Hough und Josh Duhamel, nach dem gleichnamigen Roman
- 2014: The Best of Me – Mein Weg zu dir – mit James Marsden und Michelle Monaghan, nach dem gleichnamigen Roman
- 2015: Kein Ort ohne dich (The Longest Ride) – mit Scott Eastwood und Britt Robertson, nach dem gleichnamigen Roman
- 2016: The Choice – Bis zum letzten Tag (The Choice) – mit Teresa Palmer und Benjamin Walker, nach dem Roman Bis zum letzten Tag